# Васильева, Фёкла Васильевна
Фёкла Васи́льевна Васи́льева (15 сентября 1914, село Удино — 15 января 1997) — передовик сельскохозяйственного производства, трактористка колхоза «Борьба» Ярского района Удмуртской АССР. Герой Социалистического Труда (1966).

## Биография
Родилась в деревне Удино (в настоящее время — Ярский район Удмуртии). По национальности удмуртка. Рано лишилась родителей, воспитывалась сестрой.
С 1929 года работала в колхозе «Удино» (с 1930 г. назывался «Борьба», после укрупнения (1950) — «Дружба»), сначала — в льноводческом звене. Окончила курсы трактористов, с весны 1937 года — трактористка Юрской МТС, после реорганизации МТС (1957) — снова в родном колхозе.
Работала на тракторе «Фордзон», с 1941 года — на СХТЗ, с 1947 — на «Беларуси».
В 1965 году выработала на тракторе МТЗ-5 1150 условных гектаров при обязательстве 900 и средней выработке по колхозу 670.
Несколько лет возглавляла звено по выращиванию кормовых культур. В 1964 году её звено обеспечило получение урожая на 105 гектаров по 220 центнеров силосных культур при плане 160, а в 1965 году на 110 гектаров по 240 центнеров при плане 180.
Награды
23 июня 1966 года присвоено звание Героя Социалистического Труда «за успехи, достигнутые в увеличении производства и заготовок пшеницы, ржи, гречихи, риса и других зерновых культур и высокопроизводительном использовании техники».
Награждена орденом Ленина, медалью «За доблестный Труд в Великой Отечественной войне 1941—1945 г.г.», юбилейной медалью «За доблестный Труд в ознаменование 100-летия со дня рождения Ленина». Почетной грамотой Президиума Верховного Совета Удмуртской АССР. Заслуженный механизатор Удмуртской АССР.
Её имя занесено в Почетную книгу трудовой славы и героизма Удмуртской АССР.